# St. Michael (Seiferts)

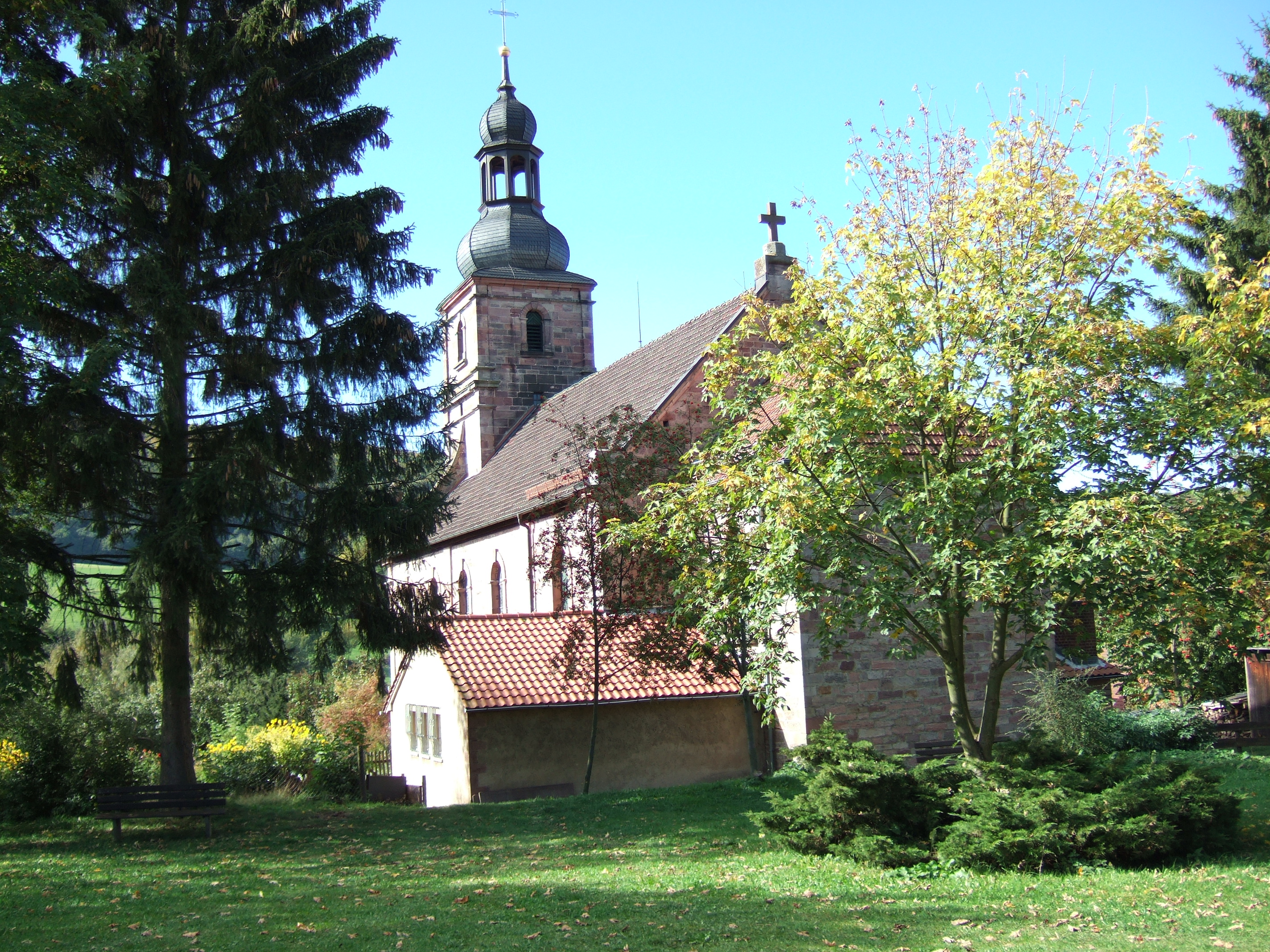
St. Michael (Seiferts)

Die römisch-katholische Pfarrkirche St. Michael ist ein denkmalgeschütztes Kirchengebäude, das in Seiferts steht, einem Ortsteil der Gemeinde Ehrenberg (Rhön) im Landkreis Fulda (Hessen). Die Pfarrei gehört zum Pastoralverbund St. Michael Hohe Rhön im Dekanat Rhön des Bistums Fulda.

## Beschreibung
Die geostete, neobarocke Saalkirche wurde 1878–80 aus Quadermauerwerk erbaut. An der Fassade befinden sich drei Statuen. Die Sakristei wurde an den eingezogenen, rechteckigen Chor nach Süden angebaut. Der in das Kirchenschiff eingestellte Kirchturm, der mit Lisenen an den Ecken und Gesimsen gegliedert ist, hat eine schiefergedeckte, bauchige Haube, auf der eine offene Laterne sitzt. Der Innenraum ist mit einer Flachdecke überspannt, die von Stuck gerahmt ist. Zur Kirchenausstattung gehören der hölzerne Hochaltar und die beiden Seitenaltäre aus Stuckmarmor, der linke zeigt ein Marienbildnis, der rechte ein Bild des  Josef. Die Orgel steht auf der Empore an der Turmseite des Kirchenschiffs. Sie hat 16 Register, 2 Manuale und ein Pedal, und wurde 1975 von Hey Orgelbau gebaut.